# Strada Statale 622 di Solda
Die Strada Statale 622 di Solda (SS 622) ist eine Staatsstraße im italienischen Südtirol. Die SS 622 zweigt in der Ortschaft Gomagoi von der SS 38 ab und erschließt das innere Suldental in den Ortler-Alpen. Nach knapp 12 Kilometern endet sie im Bergdorf Sulden (italienisch Solda) auf rund 1900 m Höhe.